# Antropologia teológica

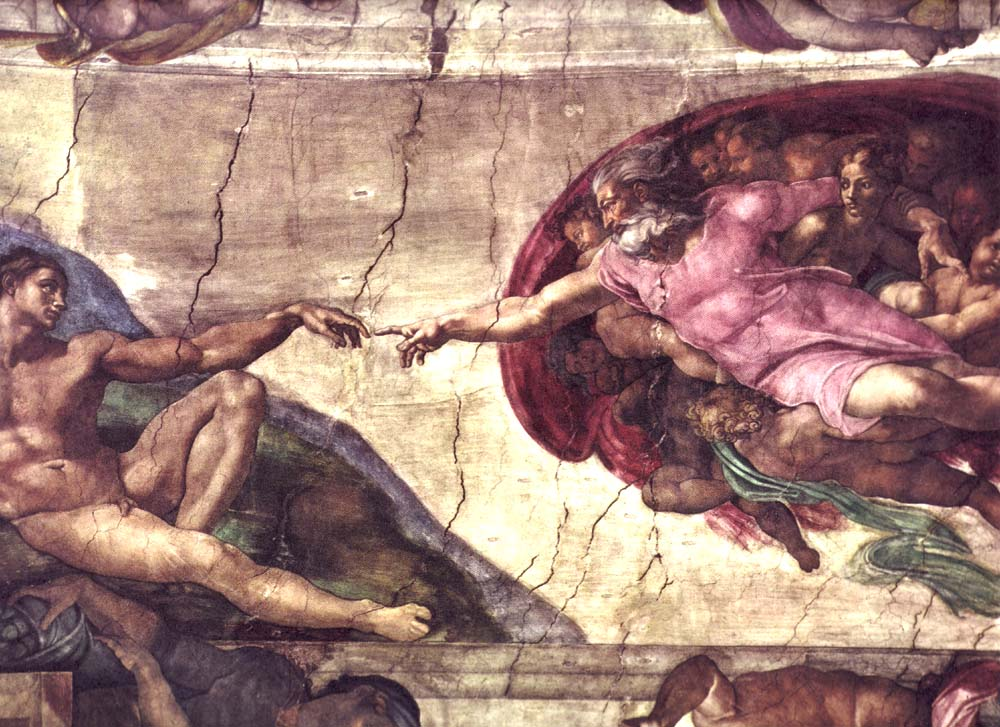
A Criação de Adão na Capela Sistina

No contexto da teologia cristã, a antropologia teológica ou antropologia cristã é o estudo do humano ("antropologia") em sua relação a Deus. É diferente da ciência social da antropologia, que lida principalmente com o estudo comparativo das características físicas e sociais da humanidade através dos tempos e lugares.
Um aspecto estuda a natureza ou constituição inata do ser humano, conhecida como a natureza da humanidade. Preocupa-se com a relação entre noções como corpo, alma e espírito que, juntos, formam uma pessoa, com base em suas descrições na Bíblia. Existem três visões tradicionais da constituição humana - tricotomismo, dicotomismo e monismo (no sentido da antropologia).

## Termos ou componentes

### Corpo
O corpo (grego σῶμα soma) é o aspecto corporal ou físico de um ser humano. Os cristãos tradicionalmente acreditam que o corpo será ressuscitado no final dos tempos.
Rudolf Bultmann afirma o seguinte:
"Que o soma pertence inseparavelmente, constitutivamente, à existência humana é mais claramente evidente a partir do fato de que Paulo não pode conceber nem mesmo uma futura existência humana após a morte, 'quando o que é perfeito vier' como uma existência sem soma - em contraste com o visão daqueles em Corinto que negam a ressurreição (1 Cor. 15, especialmente vv. 35ss.)." 
"O homem não tem soma ; ele é soma "

### Alma
O domínio semântico da alma bíblica é baseado na palavra hebraica nepes, que presumivelmente significa “respiração” ou “ser que respira”. Esta palavra nunca significa uma alma imortal ou uma parte incorpórea do ser humano que pode sobreviver à morte do corpo como o espírito dos mortos. Esta palavra geralmente designa a pessoa como um todo ou sua vida física. Na Septuaginta, nepes é traduzido principalmente como psyche (ψυχή) e, excepcionalmente, no Livro de Josué como empneon (ἔνμπεον), que é "ser respirando".
O Novo Testamento segue a terminologia da Septuaginta e, portanto, usa a palavra psique de uma maneira performativamente semelhante à do domínio semântico hebraico,  ou seja, como um poder invisível (ou ainda mais, para os platônicos, imortal e imaterial) que dá vida e movimento ao corpo e é responsável por seus atributos.
No pensamento patrístico, no final do século II, psique era entendida mais de uma forma grega do que hebraica, e era contrastada com o corpo. No século III, com a influência de Orígenes, houve o estabelecimento da doutrina da imortalidade inerente da alma e sua natureza divina. Orígenes também ensinou a transmigração das almas e sua preexistência, mas essas opiniões foram oficialmente rejeitadas em 553 no Quinto Concílio Ecumênico. A imortalidade inerente da alma foi aceita entre os teólogos ocidentais e orientais durante a Idade Média e após a Reforma, conforme evidenciado pela Confissão de Westminster.
Por outro lado, vários estudiosos protestantes modernos adotaram visões semelhantes à imortalidade condicional, incluindo Edward Fudge e Clark Pinnock; entretanto, a maioria dos adeptos mantém a doutrina tradicional. Nas últimas seis décadas, a imortalidade condicional, ou melhor, "imortalidade pela graça" (κατὰ χάριν ἀθανασία, kata charin athanasia), da alma também foi amplamente aceita entre os ortodoxos orientais teólogos, voltando aos pontos de vista do final do século II, onde a imortalidade ainda era considerada como um dom concedido com o valor da morte e ressurreição de Jesus. A Igreja Adventista do Sétimo Dia tem mantido a imortalidade condicional desde meados do século XIX.

### Espírito
Veja também: Espírito

O espírito (hebraico ruach, grego πνεῦμα , pneuma, que também pode significar "respiração") é igualmente um componente imaterial. É freqüentemente usado como sinônimo de "alma", psique , embora os tricotomistas acreditem que o espírito é distinto da alma.
"Quando Paulo fala do pneuma do homem, ele não se refere a algum princípio superior dentro dele ou alguma faculdade intelectual ou espiritual especial dele, mas simplesmente a seu eu, e a única questão é se o eu é considerado em algum aspecto particular quando é chamado pneuma. Em primeiro lugar, aparentemente é considerado da mesma maneira como quando é chamado de psique - isto é, como o eu que vive na atitude do homem, na orientação de sua vontade." 
Charles Taylor argumentou em Sources of the Self: Making of Modern Identity que a tentativa de reduzir o espírito ou alma ao "eu" é um projeto anacrônico que reivindica precedência histórica, quando na realidade é uma leitura moderna, ocidental e secular das Escrituras.